# Chrysacanthia esbeniana
Chrysacanthia esbeniana är en insektsart som beskrevs av Marc Lacroix 1923. Chrysacanthia esbeniana ingår i släktet Chrysacanthia och familjen guldögonsländor. Inga underarter finns listade i Catalogue of Life.